# Забела, Степан Петрович
Степан Петрович Забела (укр. Степан Петрович Забіла; год рождения неизвестен, Борзна — 1694) — украинский государственный и военный деятель эпохи Гетманщины. Генеральный хорунжий при гетмане Войска Запорожского на Левобережной Украине Иване Самойловиче.

## Биография
Происходил из влиятельного рода казацких старшин Забелы герба Остоя. Родился в семье борзнянского полковника Петра Забела, Генерального Судьи (1663—1669), Генерального обозного (1669—1685).
С юности участвовал в политических событиях и военных походах Левобережной Украины. Благодаря влиянию отца успешно продвигался по ступеням власти. С 1674 до 1678 год возглавлял Борзнянскую сотню Нежинского полка. На этом посту пользовался доверием гетмана Войска Запорожского Левобережной Украины Ивана Самойловича. Так, в 1672 году возглавлял посольство от гетмана в Москву для поддержки планов объединения под властью Самойловича Украины по обоим берегам Днепра.
В 1678 году Степан Забела был избран Генеральным хорунжим. В том году активно участвовал в обороне Чигирина от объединённых сил Турции и Крымского ханства. В 1687—1694 годах — Нежинский полковником. Участвовал в Крымских походах 1687 и 1689 годов.
В 1687 году был одним из организаторов заговора против гетмана Ивана Самойловича. С. Забела был один из претендентов на гетманскую булаву на раде 25 июля (4 августа) 1687 год под Коломаком (ныне Коломакский район Харьковской области), на которой был избран Мазепа. Впрочем Мазепа сумел договориться с С. Забела, который в итоге отказался от своих планов стать гетманом.
Детьми Степана Петровича Забела были: Василий, Степан, Семён, Анна и Анастасия. Анна Забела вышла замуж за переяславского полковника Василия Танского.